# Encarcelamiento

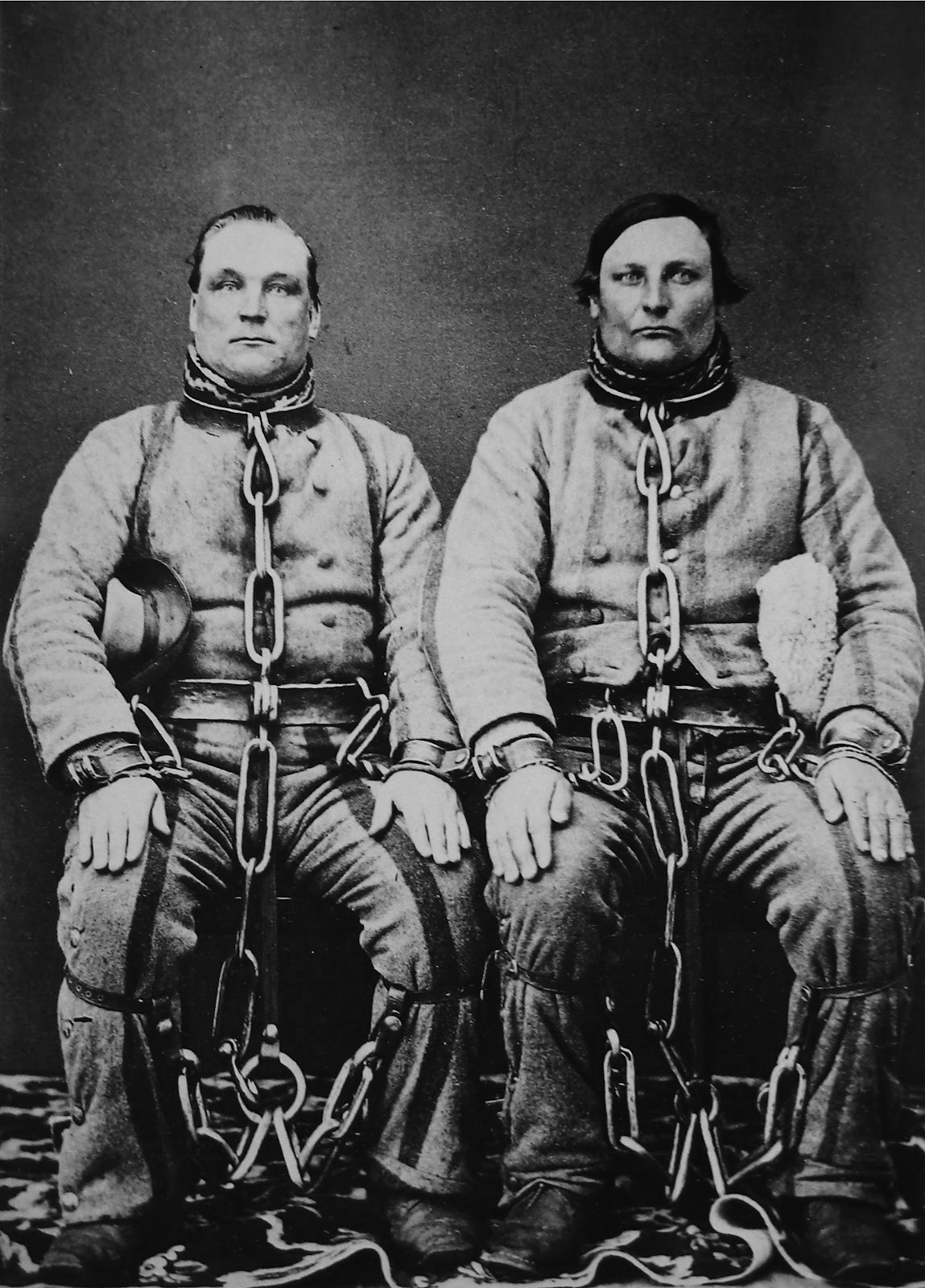
Antti Rannanjärvi y Antti Isotalo, los famosos "puukkojunkkaris" finlandeses, encarcelados en 1869

El encarcelamiento consiste en encerrar a una persona en una instalación penitenciaria (prisión, cárcel), normalmente oficial, pero en algunos casos (lo que puede constituir una violación de los derechos humanos) no oficial. El encarcelamiento puede imponerse tras una sentencia judicial que considere a esa persona culpable de delitos penados con la cárcel. También puede imponerse tras detener a esa persona y acusarla de ese tipo de delitos (prisión preventiva), sin esperar al juicio. 
En otros casos en que una persona es retenida contra su voluntad, por personas sin autoridad, o con ella, pero infringiendo los procedimientos, se estaría hablando de secuestro o de detención ilegal, respectivamente, pero no se calificaría de encarcelamiento. Tampoco se hablaría de encarcelamiento cuando un individuo, supuestamente con sus facultades mentales mermadas, es recluido en un centro de salud mental para tratarlo y evitar que se haga daño a sí mismo o a otros. Se hablaría más bien de internamiento psiquiátrico.
Habitualmente se entiende que encarcelamiento implica el internamiento  en una prisión utilizada para ese fin de acuerdo con las disposiciones de la ley. No se suelen considerar encarcelamiento penas como arresto domiciliario u obligación de llevar un brazalete electrónico. Tampoco al confinamiento general de la población en sus domicilios por causa de epidemia.
A veces se producen desequilibrios de género en las tasas de encarcelamiento, siendo más probable el encarcelamiento de hombres que el de mujeres. También se producen desequilibrios raciales. En Inglaterra y Gales, la proporción de la población negra encarcelada es muy superior a la de la blanca.  En Estados Unidos en 2019 la probabilidad de ir a prisión de un blanco era 6 veces menor que la de un negro y 2,7 veces menos que la de un hispano.

## Historia

### África
Antes de la colonización, el encarcelamiento se utilizaba en el África subsahariana como detención preventiva, para garantizar una compensación y como último recurso, pero generalmente no como castigo, excepto en el Imperio songhai (1464-1591) y en relación con la trata de esclavos.  En el período colonial, el encarcelamiento proporcionó una fuente de mano de obra y un medio de represión. El uso del encarcelamiento ha continuado hasta el día de hoy.

### Australia
El encarcelamiento en lo que se conoció como Australia se introdujo mediante la colonización. Como señaló la académica Thalia Anthony, el estado colonial de colonos australianos ha aplicado tácticas carcelarias de contención y segregación contra los aborígenes australianos desde que llegaron los colonizadores, «ya sea con fines cristianos, civilizadores, proteccionistas, asistenciales o penales». Cuando llegaron los colonos, inventaron tribunales y aprobaron leyes —sin el consentimiento de los pueblos indígenas— que declaraban que tenían jurisdicción sobre estos pueblos y sus tierras. Cuando miembros de estos pueblos infringieron estas leyes, fueron encarcelados. Por otro lado debe recordarse que la colonización de Australia se realizó en parte deportando presos desde cárceles inglesas (ver Convictos en Australia). 

### Inglaterra y Gales
En el Derecho inglés, imprisonment, que se puede traducir por encarcelamiento (pero los campos léxicos en uno y otro idioma no se corresponden totalmente; sería mejor traducción el concepto jurídico privación de libertad), es la restricción de la libertad de una persona. El libro Termes de la Ley (tiene ese título, que comienza con una palabra francesa y termina con otra aparentemente española, pero es latín) del siglo XVII contiene la siguiente definición:

Imprisonment is no other thing than the restraint of a man's liberty, whether it be in the open field, or in the stocks, or in the cage in the streets or in a man's own house, as well as in the common gaols; and in all the places the party so restrained is said to be a prisoner so long as he hath not his liberty freely to go at all times to all places whither he will without bail or mainprise or otherwise.

El encarcelamiento no es otra cosa que la restricción de la libertad de un hombre, ya sea en campo abierto, en el cadalso, en la jaula de las calles o en su propia casa, así como en una prisión habitual; y en todas estos lugares el reo así restringido es considerado un prisionero, porque no tiene la libertad de ir en cualquier momento a cualquier lugar sin fianza ni otra limitación.

El encarcelamiento sin causa legal constituye un delito de detención ilegal (false imprisonment).

### Roma
En la antigua Roma, tanto durante el período republicano como el imperial, se utilizaba la cárcel antes del juicio del acusado, y como pena posterior. La más famosa era la cárcel Mamertina.

## Liberación o excarcelación
Cuando un preso cumple su pena, comienza la libertad condicional o es liberado por razones humanitarias,ya no se lo considera penado, su encarcelamiento termina y es llevado al exterior de la prisión (excarcelación), en principio con libertad para hacer lo que quiera dentro de la ley. Si se le ha impuesto un régimen de libertad condicional, o de semilibertad, puede estar sujeto a determinadas condiciones (por ejemplo, dormir en la prisión, quedar encerrado los fines de semana, etc.).
Los presos que cumplen cadena perpetua o sentencia indefinida en principio nunca pueden ser puestos en libertad, aunque en algunos casos su condena es conmutada, o son liberados ya muy ancianos por razones humanitarias.
Un prisionero de guerra puede ser liberado como resultado del fin de las hostilidades o de un intercambio de prisioneros.
La mayor parte de personas con alguna alteración psicopatológica no comete delitos, pero las personas así alteradas tienen mayor probabilidad de cometerlos (Silver, Felson y Vaneseltine, 2008). Tras cometer delitos, ser juzgadas y condenadas a prisión, su internamiento suele agravar estas patologías, especialmente si no son tratadas allí. Los presos liberados pueden continuar sufriendo dichos trastornos, presentar conductas criminalizadas y tener dificultades para satisfacer sus necesidades básicas (comida, alojamiento). 
A algunos delincuentes, en particular a los condenados por delitos graves, se les pueden imponer restricciones después de su liberación, incluida la prohibición de comprar armas de fuego o la exclusión del servicio de jurado. Las autoridades pueden proporcionar a los presos liberados recursos posteriores a la liberación(alojamiento, dinero durante una temporada, etc.) para facilitar su reinserción en la sociedad. 
Se han investigado varios factores en cuanto a su influencia en la reincidencia posterior a la liberación, como la familia y otras relaciones, el empleo, la vivienda y la capacidad para dejar el consumo de drogas. Se ha visto que la reinserción se ve dificultada por penas de prisión excesivamente altas o demasiado rígidas. Cuando el tránsito de la vida limitada por alguna condena penal a la libertad se produce desde el régimen abierto, la reincidencia baja un 12 %.